# Panopeidae

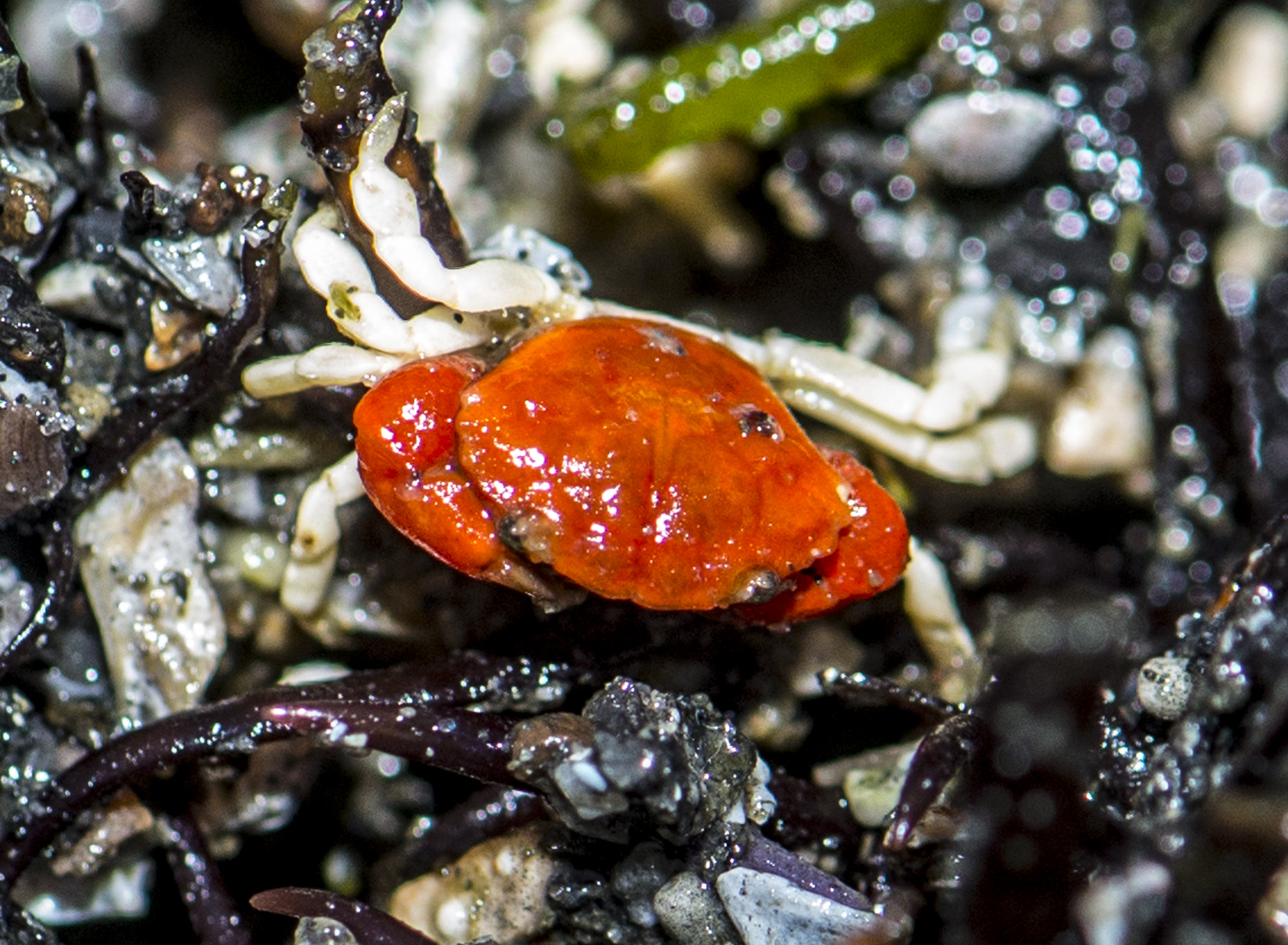
Lophopanopeus bellus, quận San Luis Obispo, California

Panopeidae là một họ gồm 25 chi. Trung tâm đa dạng sinh học của chúng là ở Đại Tây Dương và miền đông Thái Bình Dương.

## Phân bố
Hầu hết các thành viên họ Panopeidae sống ở Đại Tây Dương hoặc miền đông Thái Bình Dương. Chỉ có một loài xuất hiện ở vùng biển nước Úc – Homoioplax haswelli.

## Các chi
Họ Panopeidae gồm các phân họ và chi sau:
Eucratopsinae Stimpson, 1871
- Chasmophora Rathbun, 1914
- Cycloplax Guinot, 1969
- Cyrtoplax Rathbun, 1914
- Eucratopsis Smith, 1869
- Glyptoplax Smith, 1870
- Homoioplax Rathbun, 1914
- Malacoplax Guinot, 1969
- Odontoplax Garth, 1986
- Panoplax Stimpson, 1871
- Prionoplax H. Milne-Edwards, 1852
- Robertsella Guinot, 1969
- Tetraplax Rathbun, 1901
- Thalassoplax Guinot, 1969

Panopeinae Ortmann, 1893
- Acantholobulus Felder & Martin, 2003
- Dyspanopeus Martin & Abele, 1986
- Eurypanopeus A. Milne-Edwards, 1880
- Eurytium Stimpson, 1859
- Hexapanopeus Rathbun, 1898
- Lophopanopeus Rathbun, 1898
- Lophoxanthus A. Milne-Edwards, 1879
- Metopocarcinus Stimpson, 1860
- Neopanope A. Milne-Edwards, 1880
- Panopeus H. Milne-Edwards, 1834
- Rhithropanopeus Rathbun, 1898
- Tetraxanthus Rathbun, 1898